# Velika Pristava
Velika Pristava je naselje v Občini Pivka.